# 別大
別大（べつだい）は、大分県大分市及び別府市から成る地域である。

## 概要
大分市及び別府市は、大分県中部の別府湾岸に位置して隣接しており、人口が大分県で1位、2位を占める自治体であり、それぞれ、工業都市及び観光都市という異なる性格を有しているため、双子都市の様相を呈し、大分県で最大の単一の都市圏（大分都市圏または別大都市圏）を形成する。
別大と同様の地域の名称としては、札樽（札幌と小樽）、京浜（東京と横浜）、京葉（東京と千葉）、京阪（京都と大阪）、阪神（大阪と神戸）、阪奈（大阪と奈良）、福北（福岡と北九州）などがある。

## 別大を冠する事物
大分市及び別府市の密接な関係を反映して、両市にまたがる事物には別大を冠するものが多数ある。
- 別大国道 - 国道10号の大分市・別府市の間の区間。
- 大分交通別大線 - 大分市と別府市を結んでいた大分交通の路面電車の路線。1972年（昭和47年）廃止。
- 別大都市圏 - 大分都市圏の別称。
- 別大マラソン - 大分市及び別府市をコースとする別府大分毎日マラソンの略称。
- 別大興産 - 別府市に本社を置き、別府市及び大分市を主な営業地域とする不動産会社。